# Марс, Форрест Эдвард
Фо́ррест Э́двард Ма́рс — старший (англ. Forrest Edward Mars, Sr.) (21 марта 1904, Уодина — 1 июля 1999, Майами) — американский предприниматель, бизнес-магнат. Сын Франклина Марса, основателя компании Mars Incorporated. Придумал такие известные продукты-бренды, как шоколадные батончики «Марс», «Баунти», «Твикс», конфеты M&M's, и др.
К концу жизни Форрест Марс накопил состояние в $4 миллиарда и вошёл в топ 30 самых богатых американцев по версии журнала Forbes. Марс передал свой бизнес своим детям — Форресту младшему, Джону и Жаклин.

## Биография

### Ранние годы
Форрест Марс родился в 1904 году в семье кондитера из Миннесоты — Франклина Марса. В семье кондитера работали все. Его отец имел небольшой кондитерский бизнес. Он сам лепил дешевые конфеты, а его жена Этель на следующий день продавала их. Когда Форресту было шесть лет, Фрэнк и Этель развелись. И мать отвезла сына к своим родителям в северный Бреттлфорд, маленький шахтерский городок в Канаде.
По окончании школы, Форрест выиграл стипендию, дающую право бесплатного обучения в Калифорнийском университете в Беркли. Во время летних каникул подрабатывал агентом по продаже тогда малоизвестных сигарет Camel. В 1928 году он окончил Йельский университет, и вернулся к отцу, который к этому времени уже основал свою первую компанию по производству шоколадных батончиков. Сын стал работать вместе с ним. В эти годы Марс младший придумал первую культовую сладость — Milky Way. Однажды Форрест пил с отцом шоколадный коктейль и предложил ему заключить содержимое коктейля в шоколадный батончик. Шоколад был не очень хороший, но зато хорошо продавался. За год продаж Milky Way принес 800 тыс. долларов. И вот тут произошел конфликт поколений. Форрест Марс мечтал о мировом господстве, в то время как его отец мечтал всего лишь об обеспеченной старости. Отношения отца и сына становились всё более натянутыми. Чтобы не накалять семейных отношений, Форрест сел на первый же пароход и отбыл в Англию.

### Свой бизнес
В 1932 году Форрест обосновался в Англии, снял крошечный цех и начал заниматься привычным для себя делом — лепить конфеты. На уже зарекомендовавшей себя базе Milky Way, назвав его, правда, для собственной безопасности Mars. Однако шоколадный батончик Mars с самого начала был продуктом совершено иного качества и Форрест понимал, что вкусовые пристрастия англичан отличаются от американских. Он использовал нежный молочный шоколад и сладкую карамельную начинку. До сих пор шоколадный батончик Mars вопреки расхожему мнению — это английский продукт, мало известный в США. Форрест к 1940 году стал одним из богатейших людей Великобритании и Америки.

Батончик «Марс»

Решение расширить производство зрело у Форреста давно — хотелось снова зайти на рынок Америки. Тем более что уже была готова новая завидная идея — M&M’s. В реализации идеи шоколадных драже в сахарной оболочке принимал участие Уильям Мюрри, занимавший в 40-х годах прошлого столетия позицию президента компании «Херши». На Уильяма произвели большое впечатление маленькие цветные драже, и он оказал финансовую поддержку Форресту Марсу. Став партнерами, Марс и Мюрри использовали первые буквы своих фамилий в названии нового продукта — так появились M&M's.
В 1943 году Марс придумал продавать быстро приготовляемый рис. Шла война, рисовая каша была основой солдатской кухни. Марс придумал обдавать рисовые зерна раскаленным паром — для очистки их от шелухи и термической обработки. Сначала был военный заказ, принёсший немалую прибыль, а потом товар появился на прилавках под торговой маркой Uncle Ben’s и сразу стал лидером продаж на целых 6 лет.
В середине 50-х годов Марс наладил производство еды для животных. Он все точно рассчитал: мясокомбинаты будут продавать отходы за бесценок, а домохозяйки не пожалеют денег ради здоровья своих животных и собственного удобства. Так появились всемирно известные корма для животных Pedigree и Whiskas.
Но таким большим успехам сына Фрэнк не смог порадоваться — в 1934 году он умирает от острой сердечной и почечной недостаточности. К тому времени его бизнес превратился в крупную компанию с оборотом около $30 млн.
В 1964 году проходит объединение двух компаний — отца и сына. Появляется новая компания под названием M&M/Mars (Mars Inc.), возглавляемая Форрестом. Уже в то время поражавшая своими масштабами производства. При управлении Марсом младшим наблюдался бурный рост компании.
Незадолго до своей кончины Форрест Марс в 1995 году передал бразды правления семейным делом сыновьям Эдварду младшему и Джону, ограничив их корпоративную власть единственным условием: пока он жив, компания не может быть продана в чужие руки. Сыновья выполнили волю отца. Только после его смерти небольшой пакет акций был размещен на фондовой бирже, но даже сегодня Mars остается редким для крупного американского бизнеса примером семейного предприятия, все руководящие посты в котором принадлежат третьему поколению семейного клана.

### Семья
Форрест был женат на Одри Марс, которая умерла в 1989 году. Имеет троих детей — Форреста младшего, Джона и Жаклин.